# Station Montérolier-Buchy
Station Montérolier-Buchy is een spoorwegstation op de grens van de Franse gemeenten Buchy en Montérolier.

## Treindienst
| Serie | Treinsoort | Route                                                                                                 | Bijzonderheden |
| ----- | ---------- | --- | -------------- |
| K 45  | TER (SNCF) | Lille-Flandres – Douai – Arras – Albert – Amiens – Saint-Roch – Montérolier-Buchy – Rouen-Rive-Droite |                |
| P 45  | TER (SNCF) | Amiens – Saint-Roch – Montérolier-Buchy – Rouen-Rive-Droite                                           |                |